# Święty Jodok
Święty Jodok, również: Judok, Just lub Joss, fr. Josse – żyjący w VII wieku prezbiter i eremita, święty Kościoła katolickiego.
Jego życiorys pochodzący z anonimowego źródła i spisany w IX wieku, opracowany został dwa wieki później. Jodok miał być drugim synem bretońskiego króla Jutalea, władcy Armoryki. Odstąpił od sukcesji i jako kapłan przystał do hrabiego Hiemona z Ponthieu. Życie pustelnicze rozpoczął w 644 roku w Brahic, gdzie spędził osiem lat. Aż do śmierci przebywał w eremie w Runiac. Okres przebywania w samotni przerwała pielgrzymka do Rzymu. Pochowany został w Runiac.
Jego relikwie przeniesiono i w IX wieku znajdowały się w benedyktyńskim opactwie Hyde (rozwiązanym i zburzonym w 1538 roku) za murami Winchesteru, by powróciły w 977 roku do Runiac. Data jego śmierci nie jest znana, ale prawdopodobnie było to w roku 688.
W zależności od kraju czczony jest pod imieniem: Judok, Just, czy Josse, Jodocus, Judochus, Jobst, Jost, Joost, Josse, Joist, Yuzek, Juzeg, Jeg, Jouveen, Judganoc. Nie należy mylić go ze św. Justem-Jodokiem († 1009) czczonym w Polsce w Tęgoborzy. 
Współcześnie Jodok czczony jest w Alzacji, Belgii i Skandynawii, a do Saint-Josse przybywają pielgrzymki wiernych.
Jego wspomnienie liturgiczne obchodzone jest 13 grudnia.